# Bègles
Bègles (en occitano Beglas) es una comuna y población de Francia, en la región de Nueva Aquitania, departamento de Gironda, en el distrito de Burdeos. Es el chef-lieu del cantón de su nombre.
Su población en el censo de 2020 era de 30 891 habitantes.
Está integrada en la Communauté urbaine de Bordeaux.

## Geografía
Está situada sobre la orilla sur del río Garona, en las afueras meridionales de Burdeos. Tiene una extensión de 9,96 km².

### Tranvía
Una estación de la línea C del tranvía de Burdeos funciona en la comuna: Bègles Terres Neuves.

## Demografía
| 2 115 | 1 526 | 1 903 | 2 050 | 2 592 | 2 518 | 2 745 | 2 844 | 3 286 | 4 005 | 4 764 | 5 547 | 6 202 | 7 238 | 8 919 | 10 535 | 10 372 | 12 104 | 12 588 | 14 055 | 16 590 | 18 349 | 21 582 | 20 989 | 22 590 | 23 176 | 24 388 | 27 330 | 25 680 | 23 318 | 22 604 | 22 475 | 24 914 |
| Para los censos de 1962 a 1999 la población legal corresponde a la población sin duplicidades (Fuente: INSEE [Consultar]) |       |       |       |       |       |       |       |       |       |       |       |       |       |       |        |        |        |        |        |        |        |        |        |        |        |        |        |        |        |        |        |        |

## Economía
Bègles es una comuna vitícola de los viñedos de Graves. La comuna está autorizada para producir vinos de las siguientes denominaciones: Graves, Graves supérieures (blanco dulce solamente), Crémant de Bordeaux, Bordeaux y Bordeaux supérieur.

## Hermanamientos[3]
- Suhl (Alemania), desde 1990.
- Collado Villalba (España), desde 1991.
- Bray (Irlanda), desde 1994.